# Hans Alexy
Hans Alexy (* 1952 in Brake) ist ein deutscher Richter im Ruhestand und war bis 2017 Vizepräsident des Oberverwaltungsgerichts der Freien Hansestadt Bremen.
Alexy studierte Rechtswissenschaften an den Universitäten Münster und Bremen. Nach seinem Rechtsreferendariat wurde er 1981 Richter am Verwaltungsgericht Bremen; seit 1993 ist er Richter am Oberverwaltungsgericht Bremen. Seit 1996 ist er zudem Lehrbeauftragter an der Universität Bremen, wo er 2008 zum Honorarprofessor bestellt wurde. Von 2011 bis 2015 war Alexy Vizepräsident des Staatsgerichtshofs Bremen und von 2012 bis 2017 bekleidete er das Amt des Vizepräsidenten des Oberverwaltungsgerichts Bremen.
Er ist zudem langjähriges Mitglied des Gerichts der Bremischen Evangelischen Kirche sowie Bremer Landesschriftleiter der Zeitschrift für Öffentliches Recht in Norddeutschland (NordÖR).
Hans Alexy ist der Bruder des Staatsrechtslehrers und Rechtsphilosophen Robert Alexy.